# Papuagrion prothoracale
Papuagrion prothoracale là một loài chuồn chuồn kim trong họ Coenagrionidae.
Papuagrion prothoracale được Lieftinck miêu tả khoa học năm 1935.